# Georgij Michajlovič Vicin
Georgij Michajlovič Vicin (in russo Георгий Михайлович Вицин?; Terioki, 18 aprile 1917 – Mosca, 22 ottobre 2001) è stato un attore sovietico, russo dal 1992, artista del popolo dell'Unione Sovietica nel 1990.

## Filmografia parziale
- Una vergine da rubare (1966)
- Džentlemeny udači (1972)
- Le 12 sedie (1976)